# Janka Mikes
Johanna (Janka) Gräfin Mikes de Zabola (* 1. April 1866 in Klausenburg, Königreich Ungarn; † 28. Dezember 1930 in Wien) war eine Hofdame der Kaiserin Elisabeth von Österreich-Ungarn.

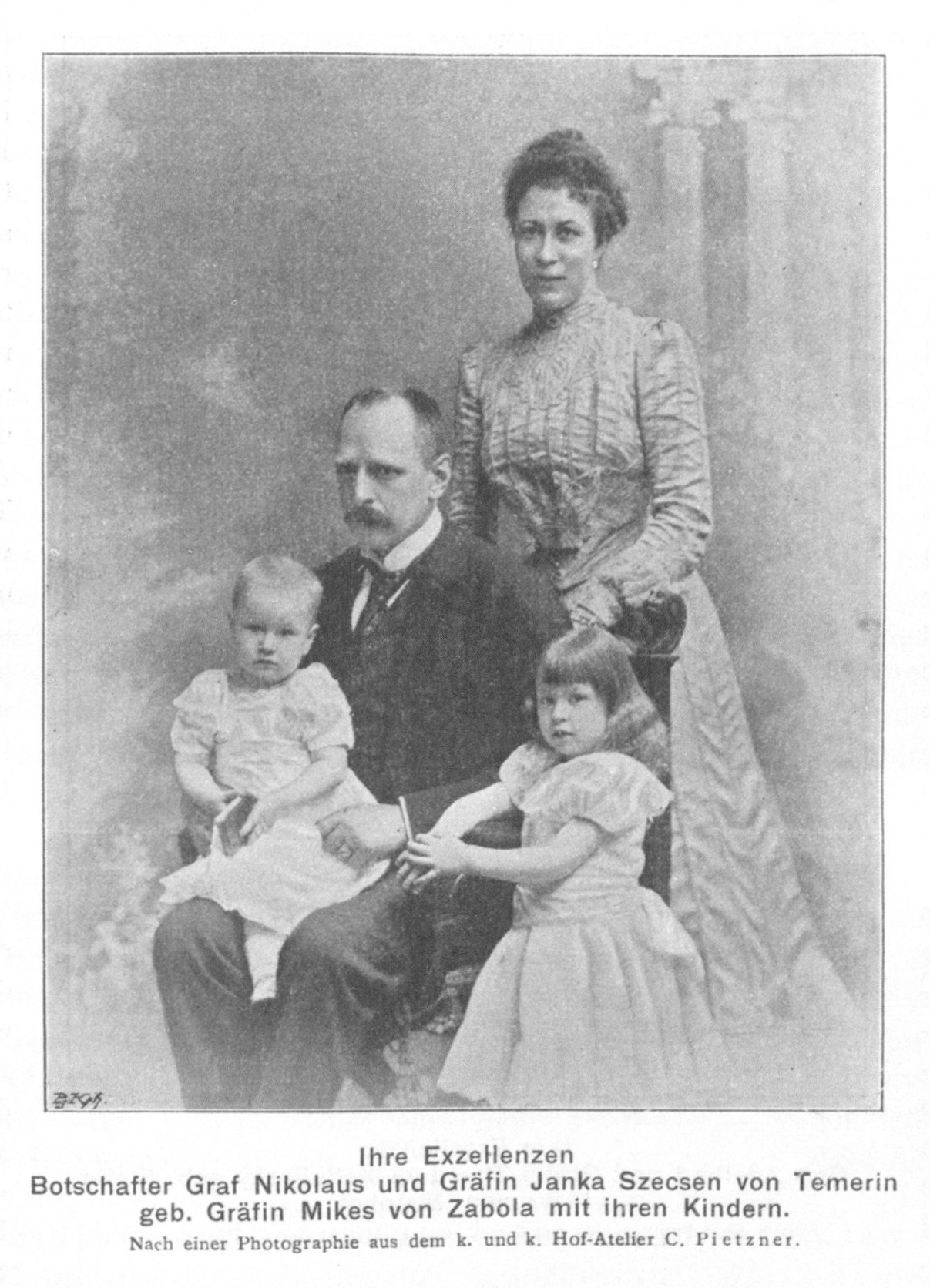
Janka Mikes mit ihrer Familie im Jahre 1902

## Leben

### Herkunft
Die Familie der Grafen Mikes de Zabola stammt aus Siebenbürgen. Die erste Erwähnung geht in das Jahr 1506 zurück. Bereits 1584 wurde ein Ahne der Familie, Mihály Mikes, für seine Kriegstaten vom Fürsten von Siebenbürgen Sigismund Báthory ausgezeichnet und erhielt in Siebenbürgen bedeutenden Grundbesitz. Am 4. Mai 1696 erhielt der Obergespan des Komitates Háromszék Mihály Mikes (* 1667, † 1721) von Kaiser Leopold I. den erblichen Adelstitel eines Grafen verliehen. Aus der Familie gingen mehrere bedeutende Persönlichkeiten des öffentlichen Lebens (Militärs, Bischöfe) hervor.

### Janka Mikes, Leben im Dienste der Kaiserin
Janka war die Tochter des Grafen Miklós Mikes de Zabola (* 4. September 1841 in Zabola, † 6. Juli 1893 in Reichenau) und seiner Ehefrau Johanna Róza Borrnemisza de Kászon (* 9. Mai 1842 in Klausenburg, † 12. Juli 1932 in Gyöngyösszentkereszt). Sie erhielt eine für Töchter adeliger Familien damals übliche Ausbildung.
Den Dienst am Wiener Hof, als Hofdame der Kaiserin Elisabeth trat Janka Mikes im Jahre 1890 im Alter von vierundzwanzig Jahren an, nachdem ihre Vorgängerin Gräfin Charlotte von Majláth sich zu verheiraten wünschte und deshalb ihren Hofdienst aufgeben musste. Ab diesem Zeitpunkt wurde sie zur Hauptbegleiterin der Kaiserin auf ihren ausgeprägten Reisen, welche die Kaiserin besonders im Jahre 1890 mit ihrer Yacht SMS Miramar unternahm. Zwischen August und Oktober 1890 unternahm die Kaiserin eine lange Seereise, die sie von Dover über Portugal, Gibraltar, Algier und Italien bis nach Korfu führte. Auch in den folgenden Jahren begleitete Janka Mikes die Kaiserin auf ihren Seereisen, die sie vor allem nach Korfu, Korinth und Athen führten.

### Heirat und Nachkommen
Als Janka Mikes die Absicht hatte zu heiraten, musste sie aus dem Hofdienst ausscheiden. Im August 1894 führte sie deshalb ihre Nachfolgerin Gräfin Irma Sztáray bei Hof ein. Am 8. Januar 1896 heiratete sie den Diplomaten Graf Miklós Antal Szécsén de Temerin (* 26. November 1857 in Wien, † 28. Mai 1926 in Gyöngyösszentkereszt).
Aus der Ehe gingen drei Kinder hervor:
- Ernesztina Johanna (* 5. September 1897 in Szentlászló, † 1. November 1967 in Baden AG, Schweiz)
- Miklós Anton (* 26. November 1899 in Wien, † 18. März 1945 in Mór)[7] ⚭ Gräfin Maria Amalia Esterházy de Galantha (* 11. Februar 1910 in Preßburg, † 18. März 1945 in Mór, Komitat Fejér, Ungarn)[7]
- Johanna (* 16. März 1902 in Rom, † 1. Januar 1987 in Baden AG, Schweiz)

Nach dem Zusammenbruch Österreich-Ungarns zog sich das Paar nach Ungarn zurück, wo sie ein unauffälliges Leben führten. Sie lebten bis zu ihrem Tode in Táplánszentkereszt und wurden auch dort am Kirchhof der St. Laurentiuskirche (ung. Szent-Lörinc-templom) bestattet.
Die Wiener Zeitung berichtete:
Am 28. d. M. ist im Sanatorium Löw Gräfin Johanna Szecsen de Temerin, Witwe nach dem ehemaligen Botschafter und Hofmarschall in Ungarn Geheimen Rat Nikolaus Grafen Szecsen, im 65. Lebensjahre gestorben. Sie war eine Tochter des Kämmerers Nikolaus Grafen Mikes. Die Beisetzung erfolgte gestern in Gyöngyös Szt. Kereszt.